# Ruta de Illinois 128
La Ruta de Illinois 128, y abreviada IL 128 (en inglés: Illinois Route 128) es una carretera estatal estadounidense ubicada en el estado de Illinois. La carretera inicia en el oeste desde la  I 70     en Altamont hacia el este en la  IL 121     en Dalton City. La carretera tiene una longitud de 89,4 km (55.57 mi).

## Mantenimiento
Al igual que las autopistas interestatales, y las rutas federales y el resto de carreteras estatales, la Ruta de Illinois 128 es administrada y mantenida por el Departamento de Transporte de Illinois por sus siglas en inglés IDOT.

## Cruces
La Ruta de Illinois 128 es atravesada principalmente por la .